# サミュエル・メスキータ
サミュエル・イェスルン・デ・メスキータ （ヘブライ語: שְׁמוּאֵל יְשֻׁרוּן (יְשׁוּרוּן) דה-מסקיטה‎ Šmu'él Ješurun de-Meskita, オランダ語: Samuel Jessurun de Mesquita、1868年6月6日 – c.1944年2月11日）は、オランダの美術家。版画家、画家として、19世紀末から20世紀前半に活動した。セファルディム系のユダヤ人であり、ナチス・ドイツによってアウシュヴィッツ＝ビルケナウ強制収容所に送致され、ガス室で殺害された。
美術学校の教師としても活動し、教え子の一人にマウリッツ・エッシャーがいる。

## 生い立ち
サミュエル・イェスルン・デ・メスキータは1868年6月6日、アムステルダムのポルトガル系ユダヤ人の家に生まれた。彼の家は、オランダのユダヤ人の中では少数派であるセファルディム（ディアスポラで南方やロマンス語圏に移住したユダヤ人）の緊密なコミュニティに属していたが、同時代の人々の大多数と同様、彼は厳格なユダヤ教徒ではなかった。中等学校でヘブライ語とドイツ語を教えていた彼の父は、彼が5歳の時に亡くなった。彼は幼少の頃 "Sam" や "Sampie" と呼ばれていた。
14歳の時、彼はアムステルダムの王立芸術アカデミーに、芸術的興味を追求するために入学を申し込んだが、拒否された。彼は深く失望したが、街の建築家の徒弟となり、2年間働いた後、建築家になるために専門学校に入学した。しかし彼はすぐに教育学に転向し、1889年教員免許を取得した。

## 芸術家として

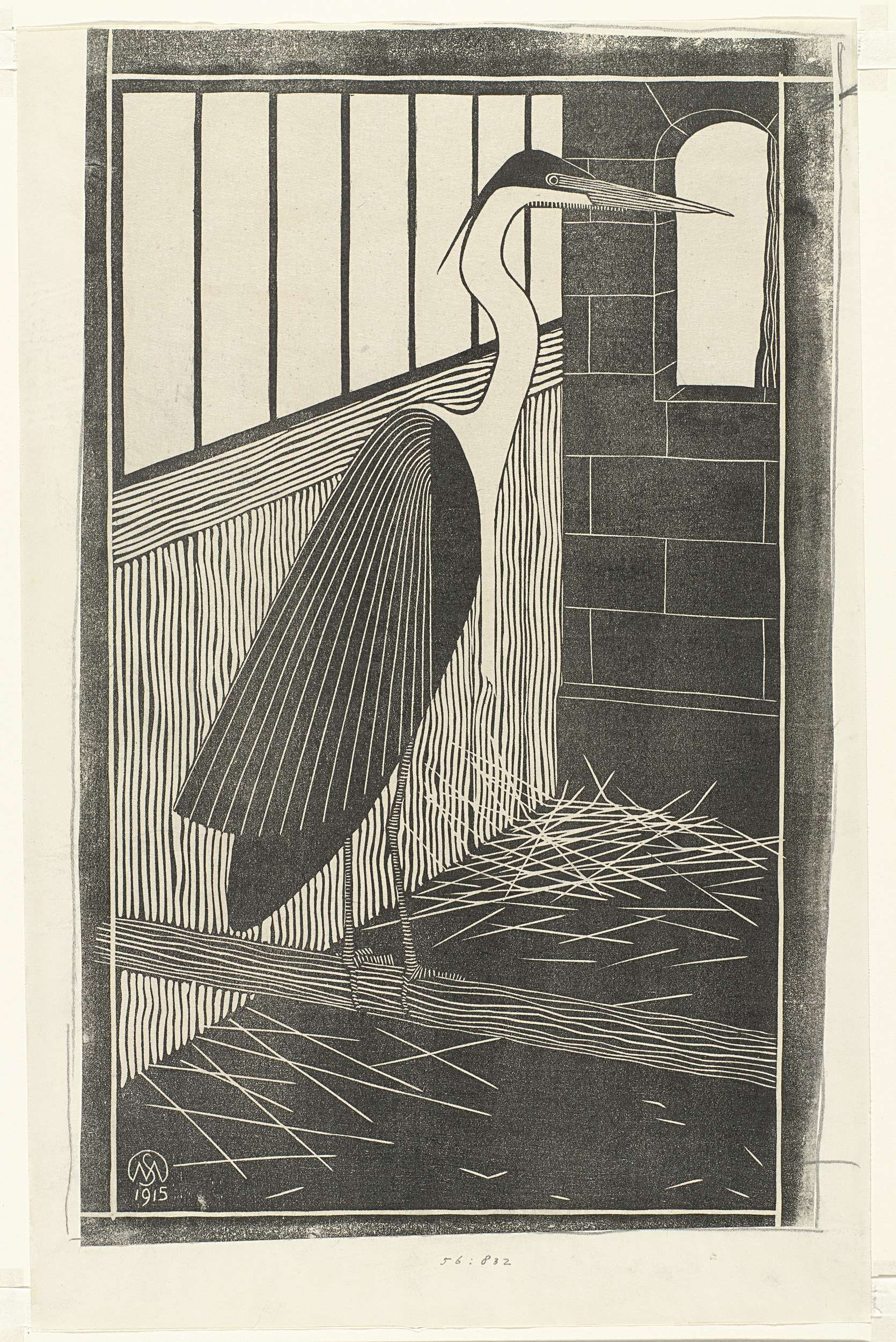
「鳥かごの中のサギ」（Reiger in een hok） (1915)

1893年ごろから作品を制作し始める。その後長年にわたって、彼はもっぱら芸術に没頭し、さまざまな技法や手段を試みた。彼は主に木版画で知られているが、エッチング、リトグラフ、水彩画、デッサンも手がけていた。また、染物や雑誌の表紙、挿絵のデザイナーとしても活動した。アムステルダムのアルティス動物園の動物、異国的な植物や花などを作品のモチーフとした。肖像画、とりわけ自画像も、彼の作品の中で最も美しいとされるものである。
一方、1902年からは美術学校の教師となり、多くの学生を指導した。またハールレムの建築装飾美術学校でも指導し、そこでマウリッツ・エッシャーの才能を見出した。エッシャーは彼の作風から多大な影響を受けた。
オランダにナチス・ドイツが侵攻した1940年5月、彼はすでに健康を害しており、隠遁生活を余儀なくされ、作品は多くがスケッチに限られていた。

## 死
1944年の冬、1月31日あるいは2月1日、ドイツ軍の兵士がワーテルグラーフスメール（現在はアムステルダムの一部）にあったメスキータ家に押入り、彼と、妻エリーザベト、一人息子ヤープを逮捕した。彼とエリーザベトは2月11日にアウシュヴィッツ強制収容所に送致され、その後数日のうちにガス室で殺害された。ヤープは、3月20日、テレージエンシュタットの強制収容所で死亡した。

## 死後の受容
教え子のエッシャーやヤープの友人たちはメスキータ家に残っていた作品のいくつかを救い出すことができた。エッシャーと友人たちは戦後彼の回顧展を開き、彼の業績を伝えようと努めた。2019年6月から8月にかけて、東京ステーションギャラリーにおいて彼の回顧展が日本で初めて開かれた。

## 作品
雑誌「Wendingen」の表紙として描いた作品。

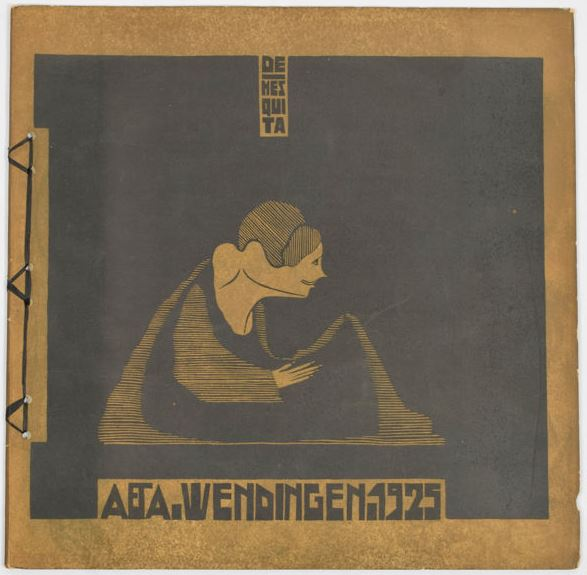
1925
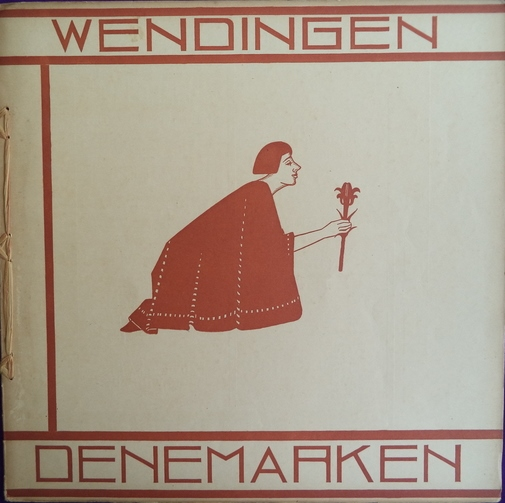
1927
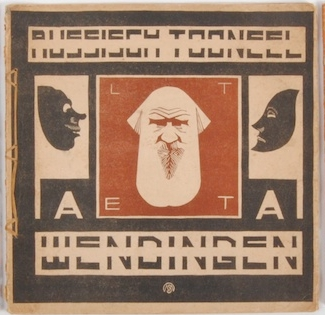
1929
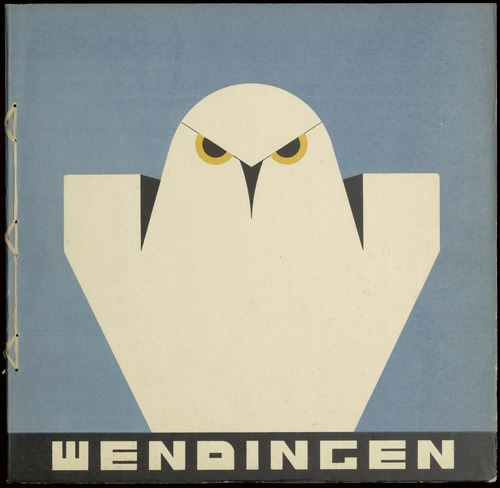
1931

彼の作品の中でよく知られているのは、アムステルダム動物園の動物を中心とした木版画だが、デッサンや水彩画、エッチングやリトグラフ、絵画、応用デザインなども制作しており、1891年からアムステルダム芸術家協会の一員として、絵画、水彩画、ドローイング、スケッチなどを定期的に展示。さらに1893年にはエッチング、1896年には木版画の制作をはじめた。

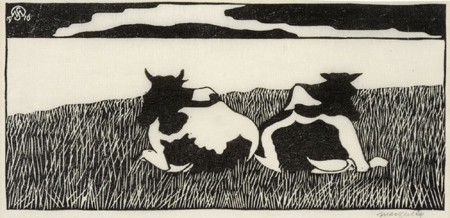
牛 (1916)
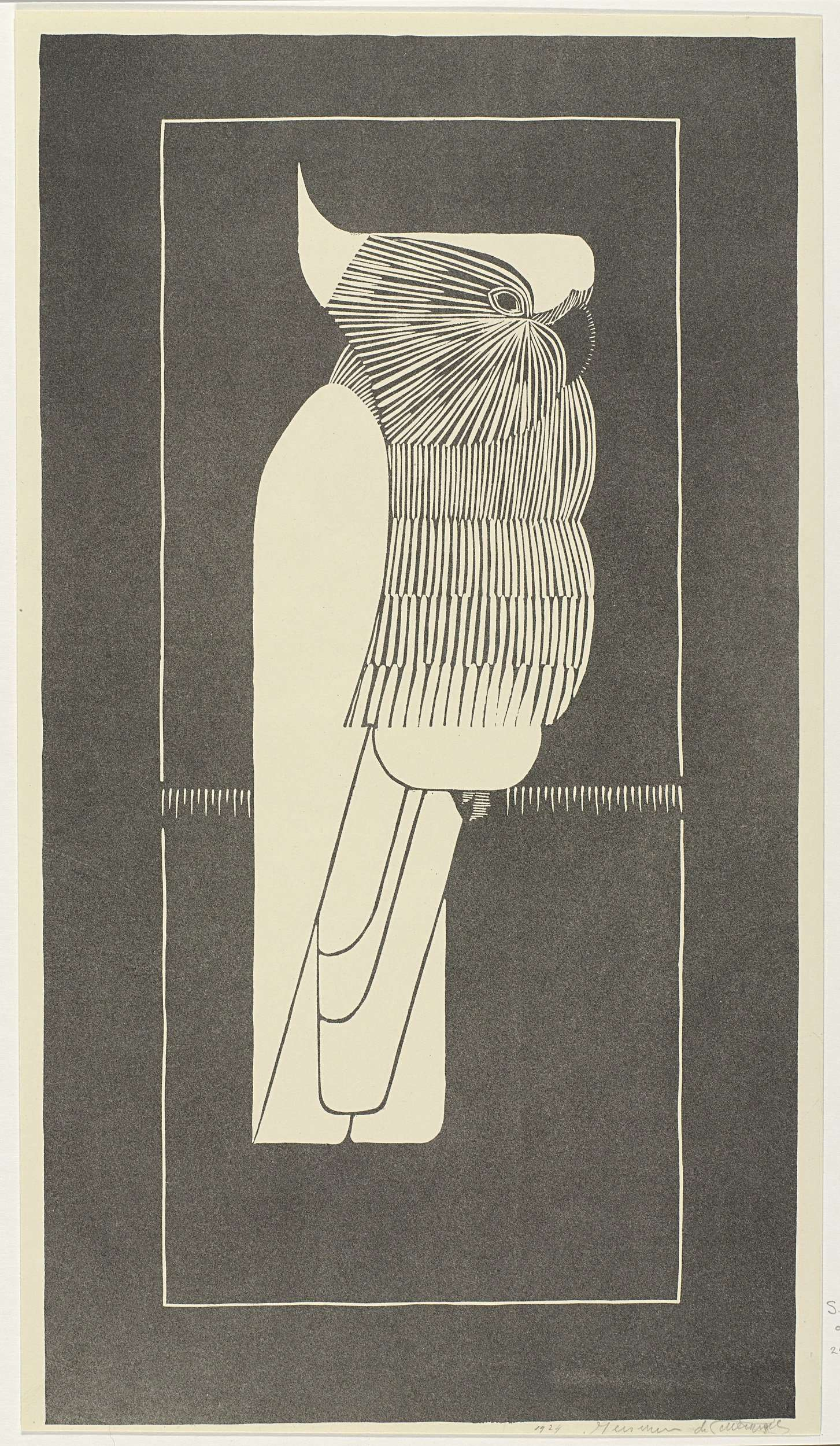
インコ(1924)
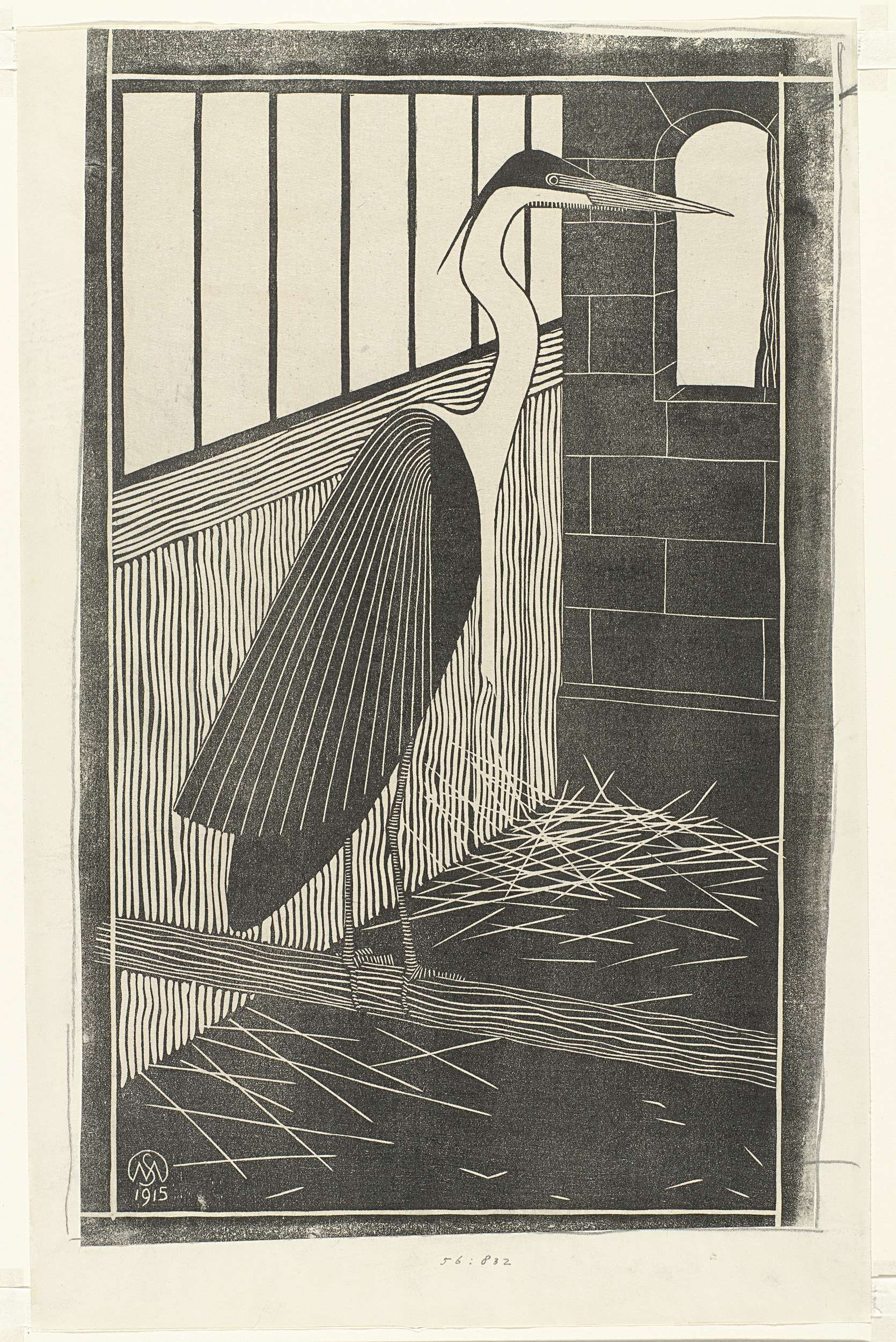
鳥かごの中のサギ（1915）
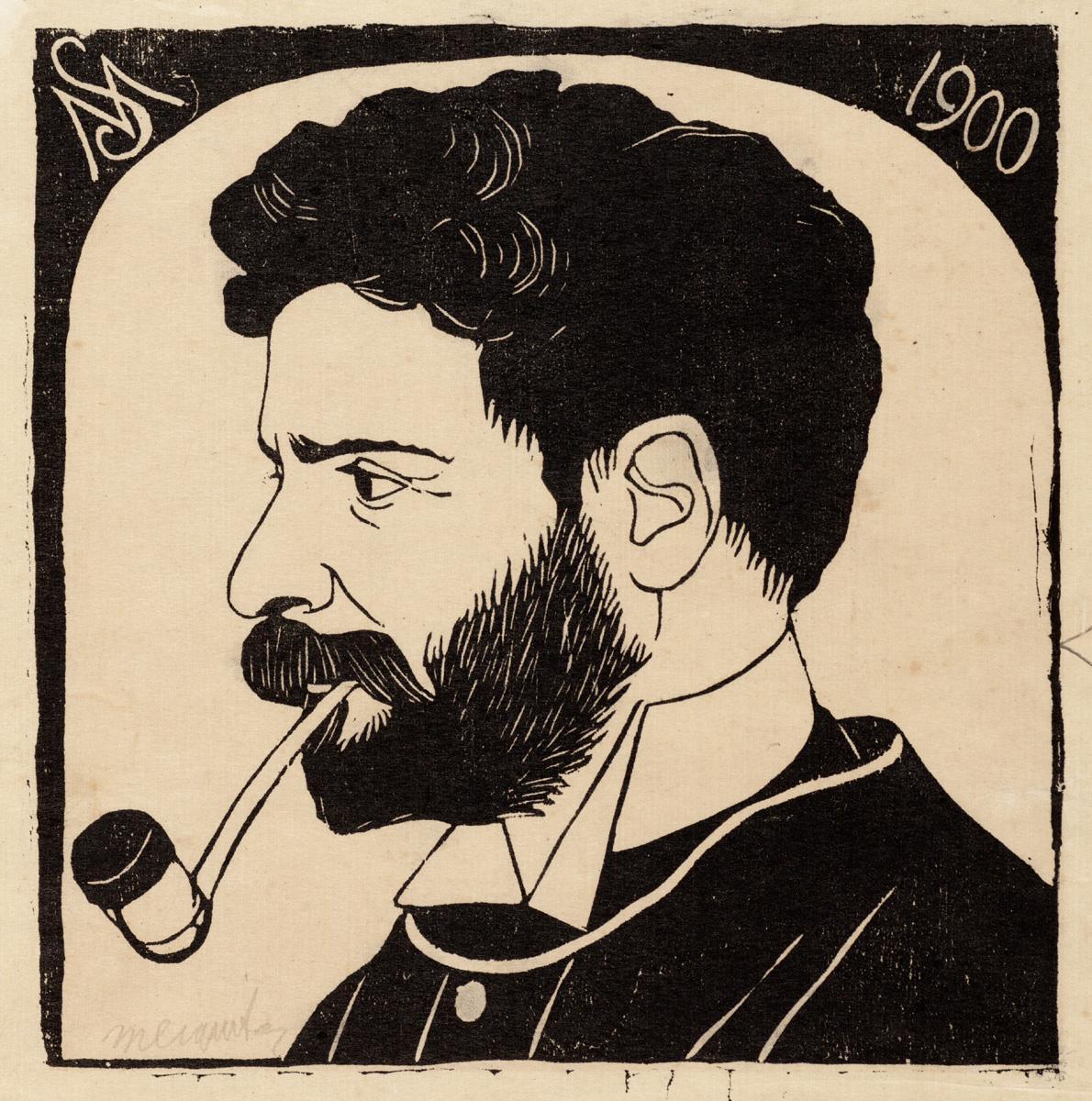
自画像 (1900)